# Liste der Baudenkmale in Groß Ippener
In der Liste der Baudenkmale in Groß Ippener sind die Baudenkmale der niedersächsischen Gemeinde Groß Ippener und ihrer Ortsteile aufgelistet. Der Stand der Liste ist der 18. Juli 2022.

## Allgemein
In den Spalten befinden sich folgende Informationen:
- Lage: die Adresse des Baudenkmales und die geographischen Koordinaten. Kartenansicht, um Koordinaten zu setzen. In der Kartenansicht sind Baudenkmale ohne Koordinaten mit einem roten Marker dargestellt und können in der Karte gesetzt werden. Baudenkmale ohne Bild sind mit einem blauen Marker gekennzeichnet, Baudenkmale mit Bild mit einem grünen Marker.
- Bezeichnung: Bezeichnung des Baudenkmales
- Beschreibung: die Beschreibung des Baudenkmales. Unter § 3 Abs. 2 NDSchG werden Einzeldenkmale und unter § 3 Abs. 3 NDSchG Gruppen baulicher Anlagen und deren Bestandteile ausgewiesen.
- ID: die Objekt-ID des Baudenkmales
- Bild: ein Bild des Baudenkmales, ggf. zusätzlich mit einem Link zu weiteren Fotos des Baudenkmals im Medienarchiv Wikimedia Commons. Wenn man auf das Kamerasymbol klickt, können Fotos zu Baudenkmalen aus dieser Liste hochgeladen werden:

## Groß Ippener
| Lage                                               | Bezeichnung                   | Beschreibung | ID       | Bild |
| -------------------------------------------------- | ----------------------------- | --- | -------- | ---- |
| Dorfstraße 13 52° 57′ 39″ N, 8° 37′ 2″ O           | Wohn-/ Wirtschaftsgebäude     | Vierständerhallenhaus von 1849 in Fachwerk mit Steinausfachungen und Krüppelwalmdach                                                                                          | 35960755 | BW   |
| Dorfstraße 13 52° 57′ 39″ N, 8° 37′ 1″ O           | Backhaus                      | Fachwerkbau von 1831 mit Steinausfachungen und Satteldach | 35960833 | BW   |
| Dorfstraße 13 52° 57′ 38″ N, 8° 37′ 3″ O           | Scheune                       | Südöstlicher Fachwerkbau von um die Mitte des 19. Jh. mit Steinausfachungen und Satteldach, früher mit Querdurchfahrt, heute Wohnhaus                                         | 35960781 |      |
| Dorfstraße 13 52° 57′ 39″ N, 8° 37′ 4″ O           | Scheune                       | Nordöstlicher Fachwerkbau von um die Mitte des 19. Jh. mit Steinausfachungen Krüppelwalmdach und Querdurchfahrt                                                               | 35960807 |      |
| Dorfstraße 13 52° 57′ 38″ N, 8° 37′ 4″ O           | Baum                          | An der Straße links neben der Zufahrt alte markante Eiche. | 35961160 | BW   |
| Dorfstraße 13 52° 57′ 39″ N, 8° 37′ 3″ O           | Hofpflasterung                | Pflasterung der Einfahrt und der Hoffläche mit unregelmäßigen Kopfsteinen. | 35961192 | BW   |
| Dorfstraße 21 52° 57′ 42″ N, 8° 37′ 2″ O           | Wohn-/ Wirtschaftsgebäude     | Zweiständerhallenhaus von 1806 in Fachwerk mit Steinausfachungen und Krüppelwalmdach mit Niedersachsengiebeln                                                                 | 35960955 | BW   |
| Dorfstraße 37 52° 57′ 48″ N, 8° 37′ 3″ O           | Wohn-/ Wirtschaftsgebäude     | Zweiständerhallenhaus von 1791 in Fachwerk, Steinausfachungen und Krüppelwalmdach, Wohngiebel in Backstein                                                                    | 35961115 | BW   |
| Harpstedter Straße 1 52° 57′ 30″ N, 8° 36′ 42″ O   | Hackfelds Dorfkrug            | Zweiständerhallenhaus von 1809 in Fachwerk mit Steinausfachungen und Krüppelwalmdach, südlich jüngere Anbauten                                                                | 35961034 |      |
| Harpstedter Straße 1 52° 57′ 30″ N, 8° 36′ 41″ O   | Hackfelds Dorfkrug (Festsaal) | Giebelständiger Klinkerbau von 1904 mit Satteldach, Eingang an der Traufseite                                                                                                 | 35961061 | BW   |
| Harpstedter Straße 1 52° 57′ 29″ N, 8° 36′ 42″ O   | Hackfelds Dorfkrug (Backhaus) | Kleiner Fachwerkbau aus dem späten 18. Jh. mit Stein- und Lehmausfachungen und Satteldach, westlicher Anbau                                                                   | 35961089 |      |
| Klein Ippener Straße 3 52° 57′ 22″ N, 8° 36′ 39″ O | Wohn-/ Wirtschaftsgebäude     | Zweiständerhallenhaus wohl aus der 1. Hälfte des 19. Jhs. in Fachwerk mit Backsteinausfachungen, Krüppelwalmdach und mit Niedersachsengiebeln, Wirtschaftsgiebel von 1858.    | 35960858 | BW   |
| Klein Ippener Straße 3 52° 57′ 22″ N, 8° 36′ 38″ O | Remise                        | Fachwerkbau aus der 1. Hälfte des 19. Jh., mit Steinausfachungen und Satteldach, Längsdurchfahrts.                                                                            | 35960930 | BW   |
| Klein Ippener Straße 3 52° 57′ 21″ N, 8° 36′ 39″ O | Backhaus                      | Kleiner Fachwerkbau aus der 1. Hälfte des 19. Jh. mit Steinausfachungen und Satteldach sowie Anbau                                                                            | 35960906 | BW   |
| Klein Ippener Straße 3 52° 57′ 21″ N, 8° 36′ 38″ O | Stallscheune                  | Fachwerkbau von 1815 mit Steinausfachungen und Krüppelwalmdach mit Niedersachsengiebeln, kleines Zwerchhaus mit Ladeluke, auf der Südseite abgeschlepptes Dach mit Unterfahrt | 35960882 | BW   |